# Лембрух
Лембрух (нім. Lembruch) — громада в Німеччині, розташована в землі Нижня Саксонія. Входить до складу району Діпгольц. Складова частина об'єднання громад Альтес-Амт-Лемферде.
Площа — 22,68 км2. Населення становить 1175 ос. (станом на 31 грудня 2021).

## Галерея

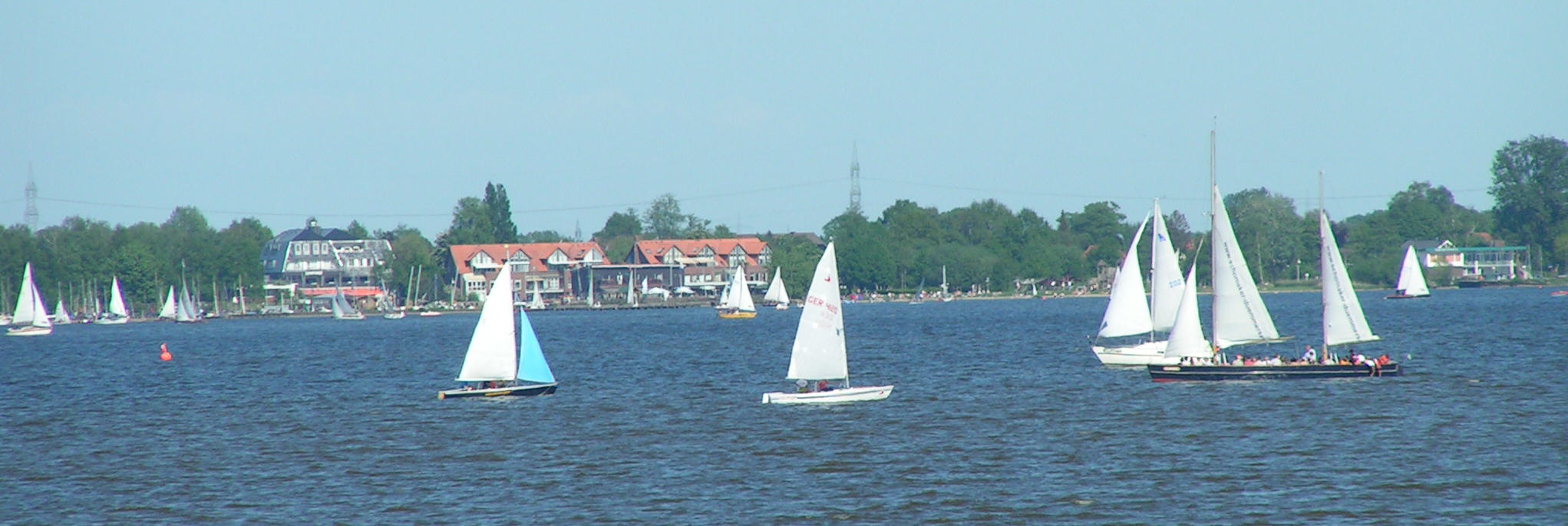